# Замок Берік
Замок Берік (англ. Berwick Castle) розташований на півночі Англії в графстві Нортумберленд на кордоні з Шотландією. Одна з найважливіших в минулому прикордонних фортець Англії. Протягом століть конфлікту з Шотландією замок часто переходив з рук в руки, безліч разів піддавався облозі, штурмам і руйнувань.

## Історія замку

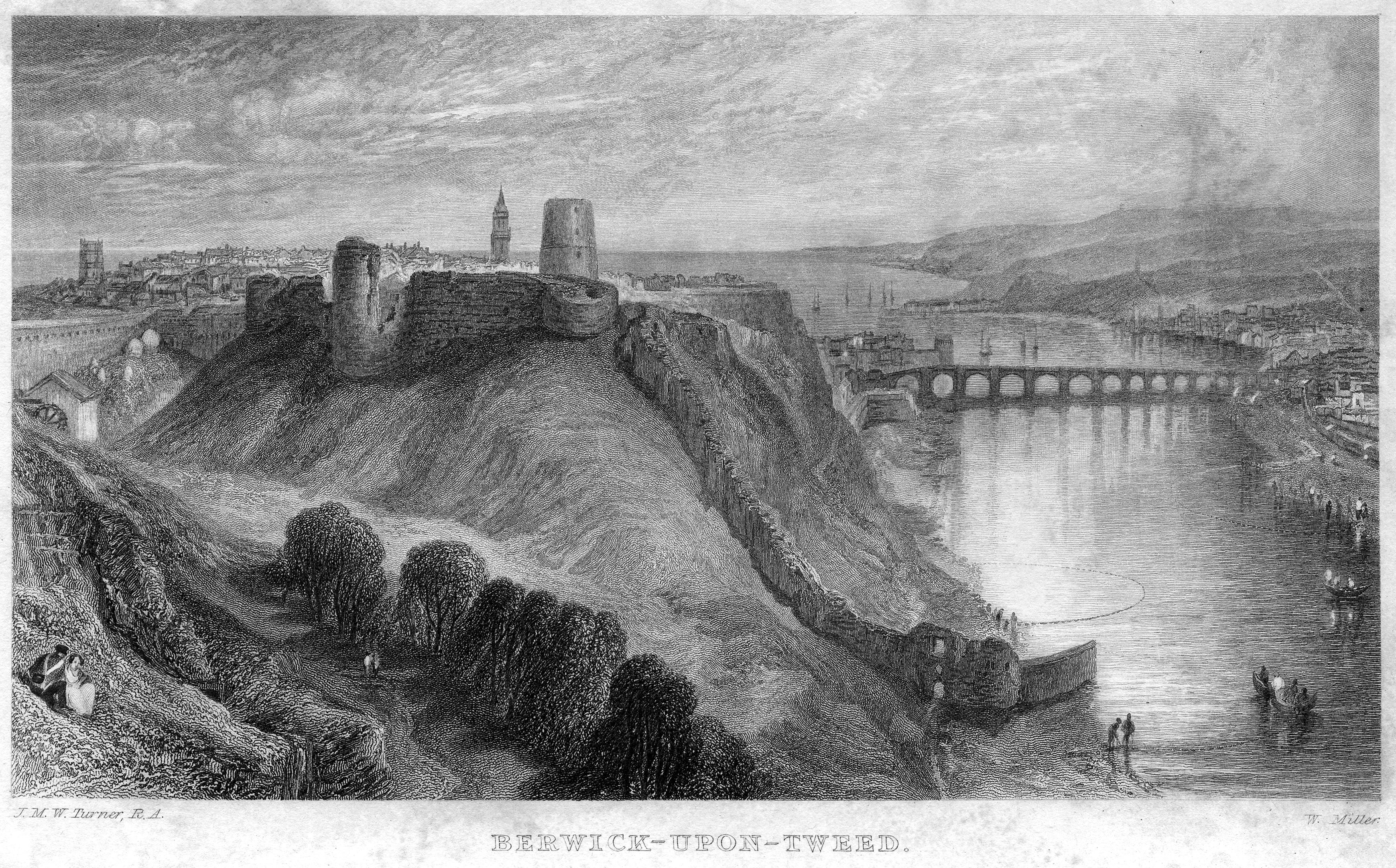
William Miller. Замок Берік. 1833

У 1124 році Берік і довколишнє поселення контролював недавно коронований шотландський король Давид I. У ті часи це було жваве портове місто з королівською резиденцією і власним монетним двором. Коли в 1174 році шотландський король Вільгельм I Лев був полонений англійським військом неподалік від замку Алнік, Берік, поряд із замками Едінбург і Роксбург, перейшов до англійців. В кінці XII століття Річард Левове Серце продав замок шотландцям, щоб поповнити казну перед третім хрестовим походом.
У 1296 році Берік і навколишнє місто було знову захоплено англійцями. Король Едуард Довгоногий, маючи намір перетворити Берік у військовий опорний пункт, звідки його війська могли б відправлятися в Шотландію, значно зміцнив замок. У 1297-1298 роках між замком і річкою була побудована Біла Стіна, руїни якої збереглися до наших днів.

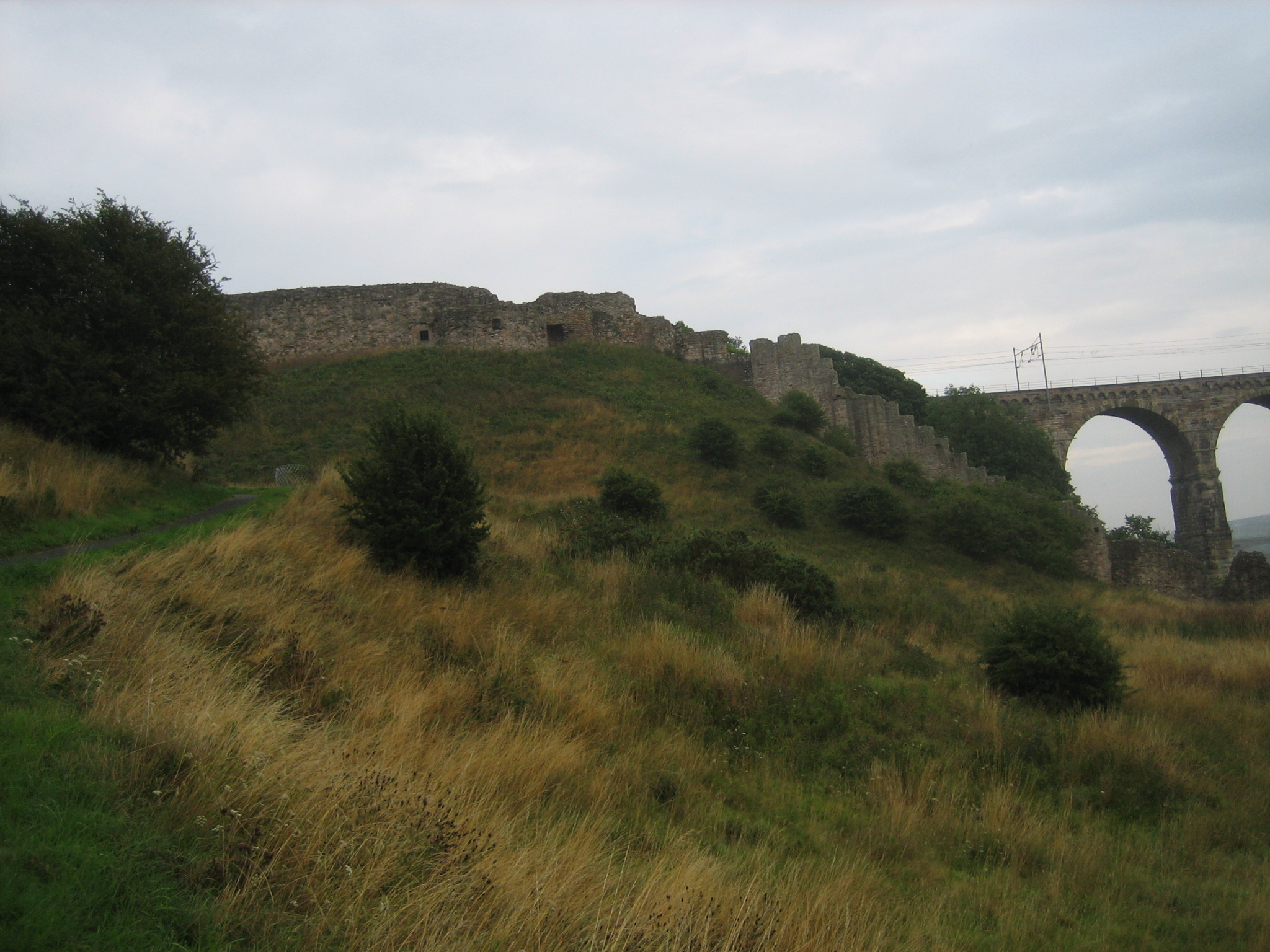
Нинішній вигляд замку

На початку XIV століття протягом чотирьох років у в'язниці замку була полонена Ізабелла Макдуфф, графиня Бухана, за те, що надала військову підтримку Роберту Брюсу.
Шотландці знов захопили замок в 1318 році. Вони звели нову стіну між замком і містом, а також зміцнили головні ворота замку. Крім того Роберт Брюс відремонтував замок — збереглися рахунки на оплату послуг торговця з Брюгге, який поставляв в Берік фарбу для стін.
Близько 1330 року замок обложив і взяв англійський король Едуард III. В ті часи Берік був неприступну фортецю — в стіні, що охоплює замок, було 5 воріт і 19 башт. Через постійні набіги з того чи іншого боку замок доводилося постійно відновлювати. Це було досить руйнівне для скарбниці заняття — до наших днів дійшли численні записи, в яких літописці, нарікаючи, перераховують витрачені на ремонт суми.
З часом замок поступово втратив своє важливе стратегічне значення. Місто, яке оточує Берік, почало швидко зростати. Для будівництва нових будинків використовували каміння з будівель Беріка, в результаті чого замок практично зник. Крім того, в XIX сторіччі через територію того, що залишилося від могутнього колись замку, проклали залізницю. До наших днів збереглися лише Біла стіна і Вежа Констебля.